# 欣妤
欣妤可以指：
- 紀欣妤，台灣女藝人
- 謝欣妤，台灣寫真女星
- 洪欣妤，「Rakuten Girls」成員
- 陳欣妤，「你所不知道的我」選拔成員
- 柏欣妤，SNH48成員

|  | 这是一个同类索引条目，列出擁有相同或近似名稱的同類型項目。 若您循內部連結來到此頁面，請考慮修正該，將其指向正確的條目。 |